# Deputado federal profissional
Deputado federal profissional, também denominado classista, na política brasileira, era um parlamentar que integrava a Câmara dos Deputados, mas em vez de representar o povo, representava uma categoria profissional. Tal representante foi previsto na Constituição de 1934.

## Antecedentes
Com o fim da República Velha devido ao movimento revolucionário de 1930, uma nova Assembleia Nacional Constituinte foi convocada pelo Decreto nº 22.621, de 5 de abril de 1933. Esse decreto, além de convocar a constituinte, aprovava seu regimento interno, fixava o número de deputados que a integrariam e dava outras providências.
Fixou em 254 deputados ao total, sendo 214 eleitos conforme o Código Eleitoral então vigente (Decreto nº 21.076, de 24 de fevereiro de 1932) e 40 "eleitos – na forma e em datas que serão regulados em decreto posterior – pelos sindicatos legalmente reconhecidos e pelas associações profissionais liberais e as de funcionários públicos existentes nos termos da lei civil".

## Previsão na Constituição de 1934
Ainda que no anteprojeto do governo não constasse a previsão de deputados profissionais na composição ordinária da Câmara dos Deputados, após muita discussão e contra a vontade do próprio relator, o texto final do artigo 23 da constituição previu a existência de representantes do povo e de representantes das categorias profissionais:
| “ | A Câmara dos Deputados compõe-se de representantes do povo, eleitos mediante sistema proporcional e sufrágio universal, igual e direto, e de representantes eleitos pelas organizações profissionais na forma que a lei indicar. | ” |

## Forma de escolha
Os deputados federais profissionais, chamados no texto constitucional de deputados das profissões, eram eleitos de modo indireto, ou seja, os eleitores não escolhiam diretamente quem ocuparia tais vagas. Quem procedia a escolha eram as associações profissionais previstas em lei específica.

## Categorias representadas
A constituição também determinava quais seriam as categorias que teriam represantes:
- lavoura e pecuária;
- indústria;
- comércio e transportes;
- profissões liberais e funcionários públicos

As três primeiras categorias teriam pelo menos seis sétimos (6/7) dos representantes, que seriam divididos aos pares, para garantir a representação igual de empregados e empregadores.